# Roland Kaiser
Roland Kaiser, född 10 maj 1952 i Berlin som Roland Keiler, är en tysk schlagersångare.

## Biografi
Roland Keiler arbetade som marknadschef i en bilfirma när han upptäcktes av den tyske musikproducenten Gerd Kämpfe. 1974 släppte han sin första singel under artistnamnet Roland Kaiser - Was ist wohl aus ihr geworden? - och 1976 fick han sin första listplacering med Frei, das heißt allein som tog sig in på plats 14 på den västtyska topplistan. 1980 deltog han i den västtyska uttagningen till Eurovision Song Contest med Hier kriegt jeder sein Fett utan att vinna.
Samma år fick han sin dittills största framgång på listorna med Santa Maria, som höll förstaplatsen på den västtyska topplistan i sex veckor. Flera listframgångar följde, bland andra Lieb mich ein letzes mal, Dich zu lieben och Manchmal möchte ich schon mit dir. Roland Kaiser var ständig gäst i många musikshower i radio och tv och fick 1985 sitt eget program - Liebe ist... - i ZDF. Under det tidiga 1980-talet var Roland Kaiser Västtysklands mest framgångsrika schlagersångare och skrev texter för bland andra Peter Maffay och Nana Mouskouri.
Under 1990-talet förändrade han sin musikstil åt det poppigare slaget och började producera åt andra artister och gjorde även skivor för barn.
Roland Kaiser är socialdemokrat och medlem i Tysklands socialdemokratiska parti (SPD). Han har startat en utbildningsfond och arbetar för att utöka antalet studieplatser i Tyskland. I det tyska valet 2005 var han engagerad i valrörelsen kring Gerhard Schröder.
Kaiser bor med sin fru Silvia och barnen Jan och Annalena i Münster. Sedan maj 2006 är han dessutom ambassadör för ett barnsjukhus i Tyskland.

## Diskografi
- 1976 Verde - Frei - das heißt allein
- 1978 Nicht eine Stunde tut mir leid
- 1979 Etwas von mir
- 1980 Santa Maria
- 1981 Dich zu lieben
- 1982 In Gedanken bei dir
- 1983 Die Gefühle sind frei
- 1984 Erinnerungen
- 1984 Ich fühl' mich wohl in Deinem Leben
- 1985 Herz über Kopf
- 1985 Die schönsten Liebeslieder der Welt
- 1986 Ich will Dich
- 1987 Auf dem Weg zu Dir
- 1988 Seitenblicke
- 1988 Live - in concert
- 1989 Frauen
- 1990 Herzzeit
- 1992 Südlich von mir
- 1993 Verrückt nach Dir
- 1994 Heute und Hier
- 1995 Alles was du willst
- 1996 Grenzenlos
- 1997 Der Hit-Mix - Das Album
- 1998 Grenzenlos II
- 1998 Höhepunkte
- 1999 Mitten im Leben
- 2001 Alles auf Anfang
- 2003 Pure Lust
- 2004 The Best of